# 朝里川温泉

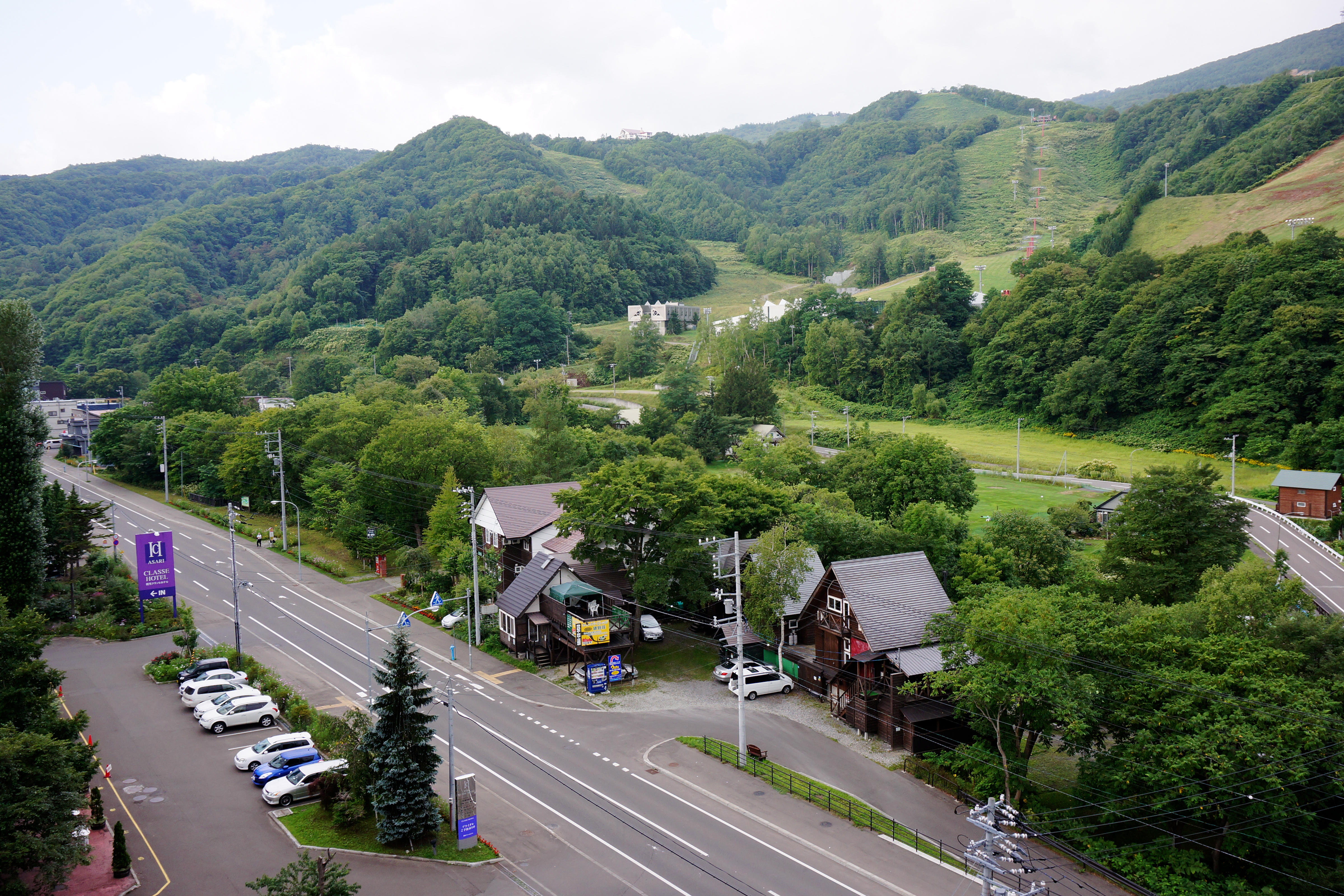
温泉街

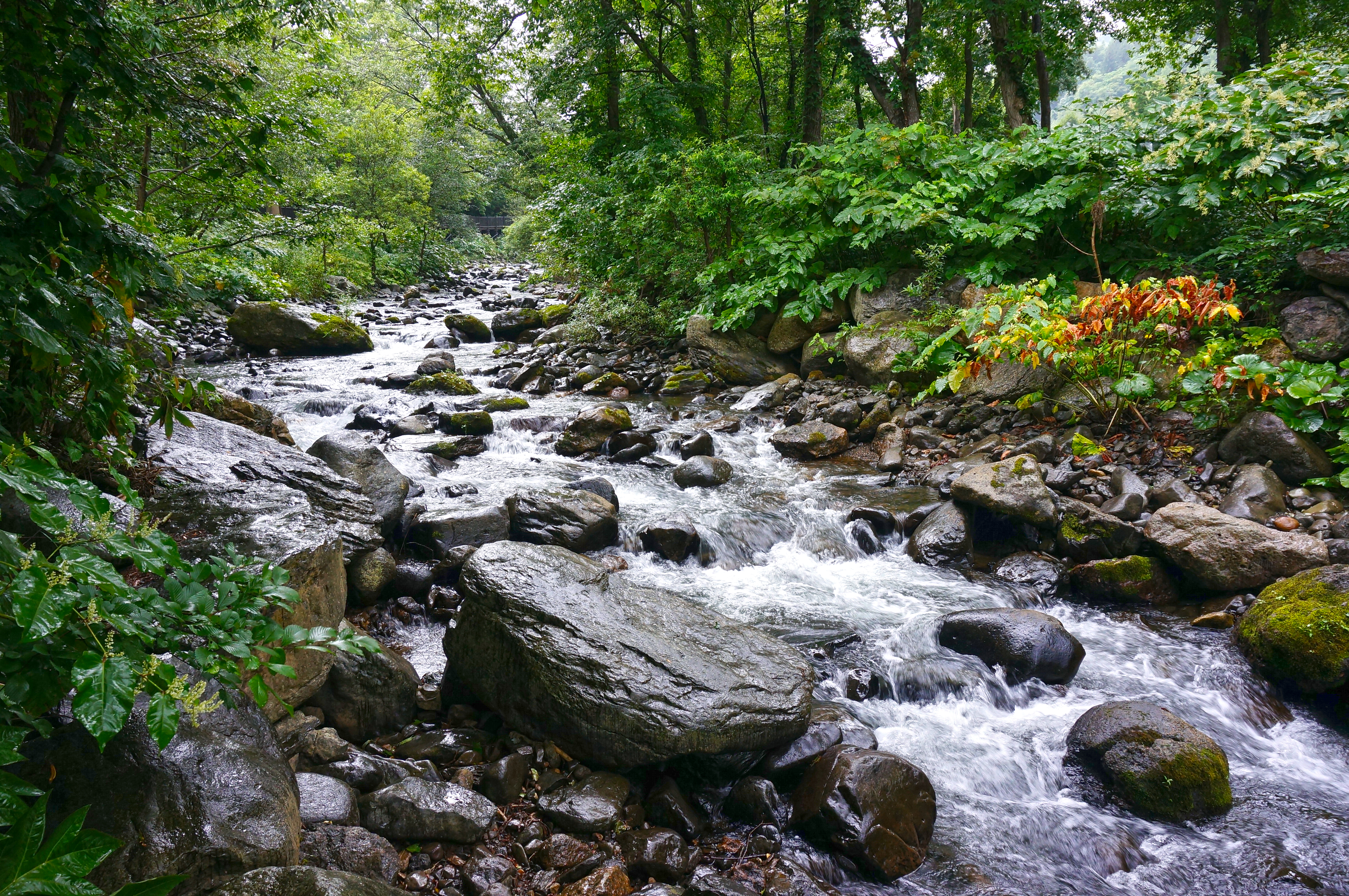
朝里川

朝里川温泉（あさりがわおんせん）は、北海道小樽市にある温泉。

## 泉質
- 食塩泉
  - 源泉温度30～42℃

## 温泉街
1954年（昭和29年）開湯。朝里川河口から約4キロメートル上流の畔に8軒の旅館、ホテル（小樽朝里クラッセホテル、武蔵亭、朝里川温泉ホテル（旧かんぽの宿）など）が立地するほか、貸し別荘やオートキャンプ場も整備されている。スポーツ施設も整備されており、夏場はテニスや札樽ゴルフ倶楽部でゴルフを、冬場は朝里川温泉スキー場でスキーを楽しむことができる。日帰り温泉専用施設として温泉街入口付近に「湯の花 朝里殿」がある。
ドイツ型健康保養地を参考にしたクアオルトを目指す取り組みが行われている。

## アクセス
バス
- JR北海道小樽築港駅より北海道中央バス（真栄営業所）「朝里川温泉行き」で約15分。

マイカー
- 札樽自動車道朝里インターチェンジより北海道道1号小樽定山渓線で5分。

## 備考
- 2002年（平成14年）11月より実施した新源泉開発の際に既存の源泉に不具合が発生し、2002年12月16日より10日間にわたって温泉の供給ができなかったため、水道水を貯湯槽に貯めて配湯した。
- 2014年（平成26年）12月4日、1957年創業の桜並木の日本庭園で有名な老舗温泉旅館『小樽朝里川温泉 宏楽園』が出火、ボイラー室が火元とみられ宿泊客と従業員は全員避難したものの本館はほぼ全焼した。その後、2016年4月9日に1年5か月ぶりに再開した[2]。